# ФК Кула
Фудбалски клуб Кула је фудбалски клуб из Куле основан 1978. године. Игра на стадиону Гедер. Тренутно се такмичи у МОЛ - 1. разред.

## Имена клуба
- 1978. / 1992. - ППК Кула
- 1992. / 1994. - Браћа Мандић
- 1994. - ПК Кула
- 1995. - Кула

## Успеси
- Подручна лига Сомбор
Освајач: 1985/86.

- Међуопштинска лига Сомбор - 1. разред
Освајач: 1983/84; 2022/23.

- Међуопштинска лига Сомбор - 2. разред
Освајач: 1982/83.